# Трофарелло
Трофарелло (італ. Trofarello, п'єм. Trofarel) — муніципалітет в Італії, у регіоні П'ємонт,  метрополійне місто Турин.
Трофарелло розташоване на відстані близько 520 км на північний захід від Рима, 10 км на південь від Турина.
Населення — 11 049 осіб (2014).
Щорічний фестиваль відбувається 16 серпня. Покровитель — San Quirico.

## Демографія
Населення за роками:

Станом на 1 січня 2023 року в муніципалітеті офіційно проживало 610 іноземців з 46 країн, серед них 394 громадяни країн Євросоюзу та 2 громадяни України.

## Сусідні муніципалітети
- Камб'яно
- Монкальєрі
- Печетто-Торинезе
- Сантена